# Club Fernando de la Mora
O Club Fernando de la Mora é um clube de futebol paraguaio com sede em Assunção.

## Títulos
- Campeonato Paraguaio - Segunda divisão: 1930
- Campeonato Paraguaio - Terceira divisão: 2003